# Beauce (Francia)

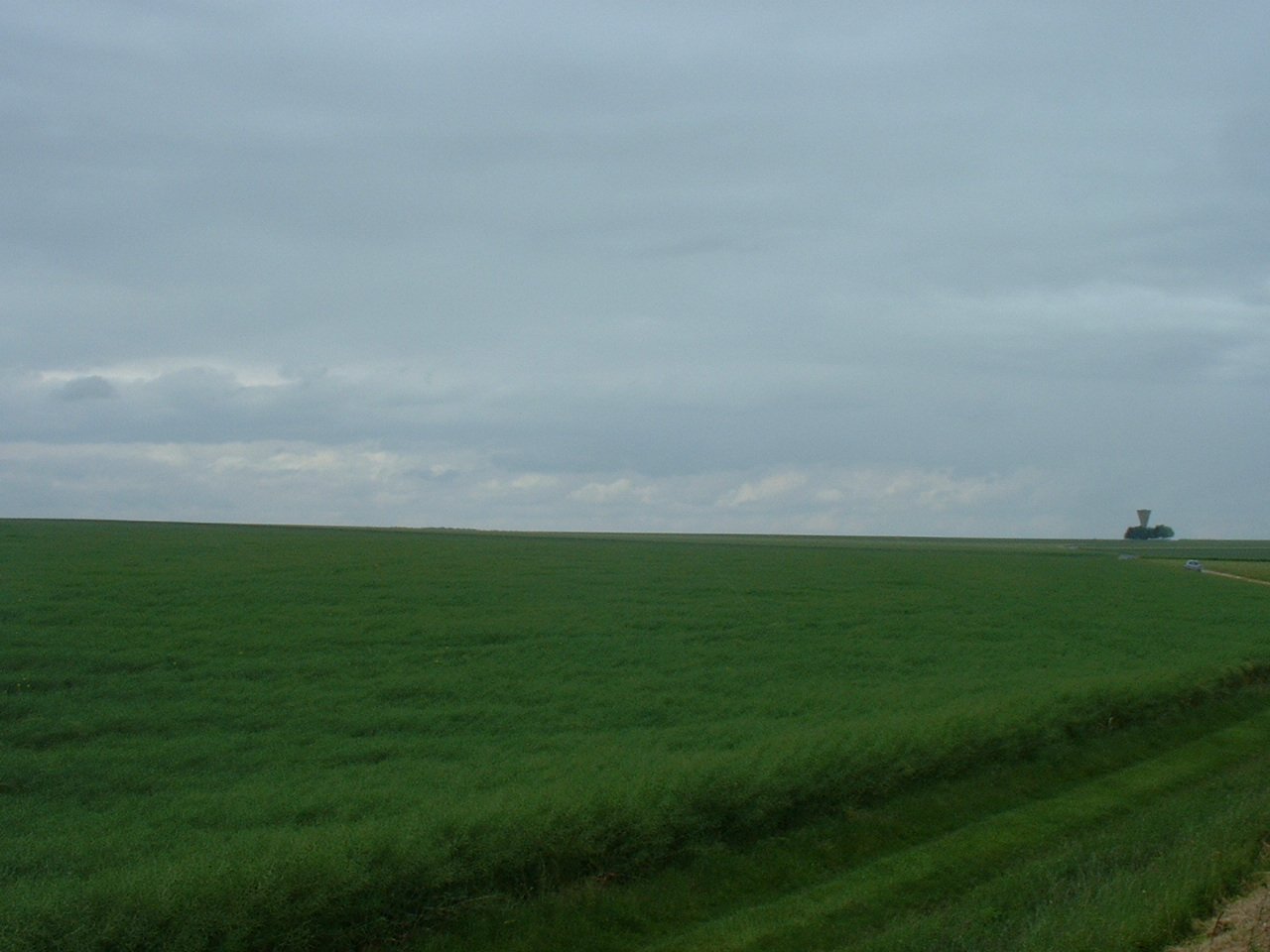
Paisaje de Beauce.

Beauce (/bos/) es una región natural en el norte de Francia, localizada entre los ríos Sena y Loira. Comprende el departamento de Eure-et-Loir y partes de Loiret, Essonne y Loir-et-Cher. La región compartió la historia de la antigua provincia del Orleanesado y el condado de Chartres, que es su única ciudad importante. También Étampes y Pithiviers. 
Beauce es una llanura fértil y sin árboles cuya producción agrícola tradicional es el trigo y la remolacha azucarera. Desde los años 50 también se cultivan el maíz y la cebada es una de las zonas agrícolas más productivas del país, por lo que es conocida como el granero de Francia.
Es el escenario de la novela de Émile Zola, La Terre (La Tierra). 